# 李约
李约（8世纪778年至788年间—806年5月20日），唐朝皇子，本名李溆，是唐顺宗李诵的第八子，生母王昭仪。
生年没有记载，当在长兄唐宪宗出生的778年之后。贞元四年（788年），李约被祖父唐德宗封为高平郡王，授国子祭酒。贞元二十一年（805年），李约被父亲唐顺宗封为邵王，元和元年（806年）四月廿九，李约去世。